# Edvard af Westminster
Edvard af Westminster (13. oktober 1453 – 4. maj 1471), også kendt som Edvard af Lancaster, var den eneste søn af Kong Henrik 6. af England og Margrete af Anjou. Han blev dræbt i en alder af 17 år i Slaget ved Tewkesbury, hvilket gjorde ham til den eneste arving til den engelske trone, som faldt i et slag.

## Tidlige liv
Edvard blev født i Palace of Westminster, London, som den eneste søn af Kong Henrik 6. af England og hans hustru Margrete af Anjou. På det tidspunkt var der strid mellem Kong Henrik og Richard Plantagenet, 3. hertug af York. Richard havde krav på den engelske trone og udfordrede Henriks ledende rådgiveres myndighed. Henrik led af psykisk sygdom, og der spredtes rygter om, at prinsen var et resultat af en affære mellem hans mor og en af hendes loyale støtter. Edmund Beaufort, 2. hertug af Somerset og James Butler, 5. jarl af Ormond, blev begge mistænkt for at være far til prins Edvard. Der er dog ingen konkrette beviser til at støtte rygterne, og Kong Henrik selv tvivlede aldrig på drengens legitimitet og anerkendte offentligt faderskabet. Edvard blev indsat som Fyrste af Wales på Windsor Castle i 1454.

## Krigen om den engelske trone
I 1460 blev Kong Henrik taget til fange af hertugen af Yorks støtter i Slaget ved Northampton og ført til London. Hertugen af York blev frarådet at gøre øjeblikkeligt krav på tronen, men han formåede at få parlamentet til at vedtage "Act of Accord", hvorved Henrik fik lov til at regere, men Edvard blev gjort arveløs, da York eller hans arvinger ville blive konge ved Henrik død.
Dronning Margrete og Edvard var i mellemtiden flygtet gennem Cheshire. I følge Margretes senere forklaring, formåede hun at få fredløse og røvere til at hjælpe hende ved at forpligte dem til at anerkende den syv år gamle Edvard som den retmæssige arving til kronen. De nåede derefter i sikkerhed i Wales og rejste til Skotland, hvor Margrete samlede støtte, mens hertugen af Yorks fjender samledes i det nordlige England.
Efter at York blev dræbt i Slaget ved Wakefield, rykkede den store hær, som Margaret havde samlet, sydpå. De besejrede en af Yorks mest fremtrædende støtter Richard Nevilles hær i det 2. Slag om St. Albans. Warwick havde medbragt den fangede Kong Henrik med i sin hærs følge, og kongen blev fundet forladt på slagmarken. To af Warwicks riddere, William Bonville, 1. Baron Bonville og Sir Thomas Kyriell, som havde indvilliget i blive hos Henrik og sørge for, at han ikke kom til skade, blev taget til fange. Dagen efter slaget spurgte Margrete Edvard, hvilken død de to riddere skulle lide. Den 7-årige Edvard svarede hurtigt, at deres hoveder skulle hugges af.

## I eksil i Frankrig
Margaret tøvede med at nærme sig London med sin uregerlige hær og trak sig derefter tilbage. Den led nederlag ved Slaget ved Towton et par uger senere. Margrete og Edvard flygtede igen til Skotland. I de næste tre år stod Margaret bag flere oprør i de nordligste områder af England, men blev til sidst tvunget til at sejle til Frankrig, hvor hun og Edvard opretholdte et eksilhof. (Henrik var endnu engang blevet taget til fang og blev holdt fanget i Tower of London.)
I 1467 skrev ambassadøren for Hertugdømmet Milano til det franske hof, at Edvard "allerede taler om intet andet end at skære hoveder af eller føre krig, som om han havde alt i sine hænder eller var slagenes gud eller den fredelige mand på den trone."
Efter adskillige år i eksil udnyttede Margrete den bedste mulighed, der viste sig og allierede sig med den frafaldne Richard Neville. Kong Ludvig 11. af Frankrig ville indlede en krig med Hertugdømmet Burgund, en allieret af den Kongen Edvard IV af Huset York. Han troede, at hvis han indgik en alliance for at genoprette Huset Lancasters styre, ville han få hjælp til at erobre Burgund. Som et kompliment til sin nye allierede gjorde Ludvig den unge Edvard til gudfar til sin søn Karl. Prins Edvard blev gift med Anne Neville, Warwicks yngste datter, i december 1470, skønt der er nogen tvivl om, hvorvidt ægteskabet nogensinde blev fuldbyrdet.

## Slagene ved Barnet og Tewkesbury
Warwick vendte tilbage til England og afsatte Edvard 4. med hjælp fra Edvard 4.'s yngre bror, Jørgen, hertug af Clarence. Edvard 4. flygtede til eksil i Burgund med sin yngste bror Richard, hertug af Gloucester, mens Warwick genindsatte Henrik 6. på tronen. Edvard og Margrete forblev tilbage i Frankrig indtil april 1471. Edvard 4. havde imidlertid allerede rejst en hær, vendt tilbage til England og forsonet sig med Clarence. Samme dag som Margrete og Edvard landede i England (14. april), besejrede og dræbte Edvard 4. Warwick i Slaget ved Barnet. Med et lille reelt håb om succes førte den uerfarne prins og hans mor resterne af deres styrker videre til mødet med Edvard 4. i Slaget ved Tewkesbury. De blev besejret, og Edvard blev dræbt.
Ifølge nogle beretninger fandt et lille kontingent af mænd under hertugen af Clarence kort efter Lancasters nederlag ved Tewkesbury den sørgende prins nær en lund og halshuggede ham straks på en provisorisk blok, på trods af hans bønner. Paul Murray Kendall, der har skrevet en biografi om Richard 3., accepterer denne udlægning af begivenhederne.
En anden beretning om Edvards død findes i tre Tudor kilder: The Grand Chronicle of London, Polydore Vergil og Edward Hall. Den blev senere dramatiseret af William Shakespeare i Henry VI, del 3, akt 5, scene 5. De fortæller at Edvard blev fanget og ført foran den sejrrige Edvard 4., hans brødre og støtter. Kongen modtog prinsen nådigt og spurgte ham, hvorfor han havde grebet til våben mod ham. Prinsen svarede trodsigt, "Jeg kom for at genvinde min fars trone". Kongen slog derefter prinsen hen over hans ansigt med sin stridshandske, og hans brødre dræbte prinsen med deres sværd.
Ingen af disse beretninger findes dog i nogle samtidige kilder, der alle fortæller, at Edvard faldt i kamp.
Edvards lig er begravet i Tewkesbury Abbey. Hans enke, Anne Neville, giftede sig med hertugen af Gloucester, der senere besteg tronen Kong Richard 3. i 1483.

## Gravskrift
Den latinske mindeplade til Edvard i Tewkesbury Abbey ligger i gulvet mellem korbåsene under tårnet. Den lyder som følger: 
 Dette kan oversættes til dansk som følgende:
”Her ligger Edvard, fyrste af Wales, grusomt dræbt, stadig blot som ung. Anno Domini 1471, den fjerde maj. Ak, mænds grusomhed. Du er din mors eneste lys og din slægts sidste håb."

## Eksterne links
- Richard 3. Selskabet Arkiveret 9. juli 2011 hos  Wayback Machine
- Edvard af Lancasters død ved Tewkesbury(abonnement nødvendigt) Arkiveret 13. januar 2013 hos  hos Archive.is